# Prieuré des Bronzeaux
Le Prieuré des Bronzeaux est une ancienne celle (dépendance d'un prieuré) grandmontaine, le seul restant en Limousin, protégé des monuments historiques. Il est situé à Saint-Léger-Magnazeix, dans le département français de la Haute-Vienne et dans la région Nouvelle-Aquitaine.

## Dénomination
Il s'agit d'une fondation monastique reposant sur des fonds et des donations privées. Elle est souvent appelée « celle » (du latin cella : la chambre) ou « maison » (de Dieu) ou bien encore la correctorie, du nom du responsable de la maison : le correcteur.
Il s'agit d'une petite unité dépendant d'une maison plus importante.

## Histoire
Le monastère fut fondé par Guillaume Chauvet, son épouse Marquise, et ses frères : Pierre, Geoffroy, Étienne Chauvet, seigneurs de Magnac en 1172.
L'église était consacrée à la Vierge Marie et à Saint Marc l'Evangéliste.
Le comte de La Marche, Hugues XII de Lusignan, dit le Brun, fit confirmation aux moines des Bronzeaux, en 1258, de tout ce qu'ils avaient acquis et pourraient obtenir dans son fief.
Lors du recensement de l'ordre en 1295, cinq clercs résidaient au monastère des Bronzeaux.
Le prieuré est uni à l'abbaye de Grandmont chef de l'ordre, en 1317, et en constituera désormais un simple bénéfice ecclésiastique. Les bâtiments furent construits entre les XIIe et XIIIe siècles et remaniés à la fin du XVIe siècle. Après la Révolution, l'église fut détruite et la celle transformée en exploitation agricole.
L'ensemble des bâtiments est classé au titre des monuments historiques depuis 1999.

## La règle de l'Ordre de Grandmont
Cette règle est érémitique, donc très austère. Elle propose une vie monastique essentiellement basée sur l’Évangile. Ses grands principes sont les suivants :
- l’obéissance à Dieu et au pasteur qui dirige la communauté,
- la vie dans la solitude d’un lieu retiré,
- la prière dans la contemplation et le détachement vis-à-vis des biens matériels,
- le refus des possessions de terres en dehors de l’enclos de chaque maison;
- le refus de toute fonction paroissiale ou évangélisatrice,
- la non tenue d’archives pour ne pas plaider en justice,
- la non-possession de bétail ni de revenu agricole,
- l’accueil des pauvres avec bienfaisance, dans leur  maison ,
- le refus du service temporel[1].

## Revenus
Les ressources du prieuré depuis sa fondation étaient assurés par des dons de diverses sortes (immeubles bâtis, meubles, rentes, terres, moulins) et par des droits transmis par les seigneurs sous forme d'impôts, comme la dîme.
D'après un terrier dressé en 1496, il s'avère que les Bronzeaux étaient le principal centre de production (tuilerie, notamment) et de revenu de l'abbaye de Grandmont.
En 1746, les revenus du prieuré sont estimés à 1800 livres par an.

## Architecture
D'après les fouilles achevées en 1999 la construction comporte :
- une enceinte de pierres sèches entourant l'ensemble de la celle,
- une église ou chapelle, effondrée, avec un bel appareil de granit,
- le bâtiment Est qui est constitué de :
  - la salle capitulaire,
  - le cellier,
  - l'avant-cellier,
  - le dortoir, très grand (5,90 × 24,90 m), dans lequel on accédait par un escalier extérieur. Il a conservé en partie, son carrelage originel, en carreaux de terre cuite.
- le bâtiment Sud qui contient :
- le réfectoire,
- la cuisine,
- l'étage, constitué d'une grande salle de 6 mètres x 14 mètres, dont la destination n'est pas connue, mais qui aurait pu être un entrepôt de stockage des grains ou un second dortoir.